# Географија Републике Српске
Република Српска се налази на Балканском полуострву (географском региону југоисточне Европе).

## Границе Републике Српске
Границе Републике Српске су одређене међународно признатом границом према Србији, Црној Гори и Републици Хрватској и међународно признатом међуентитетском границом према Федерацији Босне и Херцеговине. И једна и друга је успостављена без поштовања основних принципа разграничења међу народима (етнички, историјски, природно-географски, функционално-економски, војностратешки и др).
| Географске координате крајњих тачака |                            |                           |                 |                                                          |
| Страна свијета                       | Сјеверна географска ширина | Источна географска ширина | Општина         | Насељено мјесто                                          |
| Сјевер                               | 45° 16‘                    | 16° 56‘                   | Козарска Дубица | Средина ријеке Саве- 1 km сјеверозападно од Доње Градине |
| Југ                                  | 42° 33‘                    | 18° 27‘                   | Требиње         | 5 km јужно од насеља Граб                                |
| Исток                                | 44° 03‘                    | 19° 38‘                   | Братунац        | 4 km сјевероисточно од мјеста Жлијебац                   |
| Запад                                | 44° 57‘                    | 16° 13‘                   | Крупа на Уни    | Караново Брдо код Средњег Бушевића                       |

## Рељеф Републике Српске

### Географске регије Републике Српске
Територија Републике Српске састоји се од двије географске цјелине, источне и западне, које су повезане у Брчко Дистрикту. На западу Републике Српске се налази дио Босанске Крајине, односно Бањалучка или Врбаска крајина, а одатле према истоку ка Семберији се простиру Посавина, Требава и Озрен. Иза планине Мајевице оивичена ријекама Савом и Дрином, се простире панонска равничарска област Семберија. Од географске области Семберија ка југозападу у правцу Источног Сарајева се простиру географске области Бирач и Романија (Сарајевско-романијска регија), односно планинске висоравни: Власеничка висораван, Гласиначка висораван и Равна Романија. Од Семберије ка југу Републике Српске у правцу Фоче се простире географска област Доње Подриње, кроз које протиче ријека Дрина. Од Вишеграда према Фочи се простире област Горње Подриње, које је на западу оивичено планином Трескавицом, а на истоку Националним парком Сутјеска. Јужно од планинског превоја Чемерно на истоку, и Калиновика (Загорје) на западу, простире се географска област Источна Херцеговина.

### Планине Републике Српске
У геоморфолошком изгледу на простору Републике Српске се смјењују различити облици. У сјеверном перипанонском дијелу брежуљкасти терени изграђени од кенозојских наслага постепено се спуштају у равничарске просторе са алувијалним заравнима и ријечним терасама који уједно чини и најплоднији дио Републике Српске. На том простору издижу се само неколико усамљених планина — Козара, Просара, Мотајица, Вучијак, Озрен и Требава, те крајњи сјевероисточни огранци Мајевице. Према југу равничарски простор преко брежуљкастог терена прелази у планинско подручје које заузима и највећи дио површине Републике Српске. Највећи планински врх у Републици Српској је Маглић, који се налази на 2.386 метара надморске висине на истоименој планини.
| Највише планине и планински врхови |                 |                      |
| Планина                            | Врх             | Надморска висина (m) |
| Маглић                             | Маглић          | 2 386                |
| Волујак                            | Волујак         | 2 336                |
| Лелија                             | Велика Лелија   | 2 032                |
| Зеленгора                          | Брегоч          | 2 015                |
| Клековача                          | Клековача       | 1 962                |
| Црвањ                              | Зимомор         | 1 920                |
| Јахорина                           | Огорјелица      | 1 916                |
| Виторог                            | Велики Виторог  | 1 906                |
| Бјелашница                         | Бјелашница      | 1 867                |
| Баба                               | Дјед            | 1 737                |
| Звијезда                           | Велики Столац   | 1 673                |
| Романија                           | Велики Лупоглав | 1 652                |
| Требевић                           | Требевић        | 1 627                |
| Јавор                              | Велики Жеп      | 1 537                |

### Ријеке Републике Српске
Највеће ријеке Републике Српске су Сава и Дрина, које припадају црноморском ријечном сливу. Све мање ријеке у Републици Српској, осим оних на подручју Источне Херцеговине, припадају дринском и савском ријечном сливу. Све воде јужно од планинског превоја Чемерно, на подручју Источне Херцеговине припадају јадранском ријечном сливу. Поред Дрине и Саве, веће ријеке у Републици Српској су Врбас, Босна и Требишњица.

### Језера Републике Српске
Највеће језеро Републике Српске је Билећко језеро. Билећко језеро је највеће вјештачко језеро на Балканском полуострву.

### Поља Републике Српске
Највећа поља на западу Републике Српске су Лијевче поље, Приједорско поље и Кнешпоље.

#### Крашка поља Републике Српске
Крашка поља Републике Српске се налазе у југозападном дијелу, односно у географској регији Источне Херцеговине: Билећко поље, Љубињско поље, Гатачко поље, Дабарско поље, Невесињско поље, Планско поље, Попово поље и Фатничко поље.

### Пећине Републике Српске
Најдужа пећина Републике Српске са укупном дужином свих подземних канала од 2.800 метара је Велика пећина. Једина пећина у Републици Српској која је оспособљена за туристичке посјете је пећина Орловача у општини Пале. Највећи ледени подземни објекат у Републици Српској је јама Ледана у општини Рибник. Станиште највеће колоније слијепих мишева у Републици Српској се налази у пећини Мишарица код Бањалуке. Једина пећина на територији Републике Српске која се користи као сакрални објекат, односно за службе Српске православне цркве је Павлова пећина.

### Национални паркови Републике Српске
Република Српска има два национална парка. Национални парк Козара се налази на западу Републике Српске, а национални парк Сутјеска се налази на истоку Републике Српске у Горњем Подрињу. У Националном парку Сутјеска се налази Перућица, једна од посљедњих прашума у Европи.
Пољопривредно земљиште, као један од стратешких потенцијала, представља изузетно релевантан ресурс и у Републици Српској му припада примарно мјесто међу природним потенцијалима њеног развоја. Његова заступљеност у односу на непољопривредна земљишта и структурна искоришћеност је веома различита. Те разлике су резултат припадности појединих пољопривредних површина различитим морфолошким цјелинама.
Укупна површина пољопривредног земљишта у Републици Српској износи 1.250.000 хектара, што у односу на број становништва приближно чини један хектар по становнику, а то је изнад светског просјека. Према томе, пољопривредног земљишта у Републици Српској има довољно, а постоје и реалне могућности добијања и нових површина. Према категоријама искоришћености, највеће површине припадају ораницама и баштама, затим пашњацима, ливадама, воћњацима и најмање рибњацима. Рационалним коришћењем овог стратешки важног потенцијала уз примјену савремених агротехничких мјера и унутрашњим преструктурирањем производње, стварају се услови не само подмиривања сопствених потреба, већ и могућности производње значајних вишкова за тржиште.
Шумски комплекс је одувијек представљао национално богатство и један од основних потенцијала садашњег и будућег привредног развоја Републике Српске. Према апсолутној шумовитости (100.000 ha, или 44% укупне површине) и укупним залихама у нето прирасту дрвне масе, Република Српска заузима значајно мјесто у Европи. Према томе, простор Републике Српске је богат шумама, али оне нису и најбољег квалитета. Лошем квалитету треба додати и веома изражену друштвену (државну) небригу и нерационалан приступ у искориштавању овог важног ресурса. У протеклом периоду велики шумски простори су девастирани и претворени у шикаре и голети. Зато је неопходно мијењати досадашњи начин експлоатације и газдовања у областима шумарства. Изузетна вриједност шумских простора садржана је и у значају његовог екосистема, што само додатно утиче на захтјев што брже промјене односа државе према шумском ресурсу.
Хидро-климатски услови имају значајну и вишеструку улогу у валоризацији привредног и укупног развоја Републике Српске. Климатске одлике су резултат различитих географских фактора који се преплићу на геопростору Републике Српске. То је условило постојање различитих климатских типова и њених варијанти, као што су: умјереноконтинентална, континентална, планинска, жупска и измијењене медитеранске. Таква разноликост климатских услова у основи нуди различите повољности за разноврсну пољопривредну производњу (житарице, воће, поврће, индустријско биље итд). У цјелини посматрано, климатски услови су доста повољни, а одређене неповољне климатске појаве је могуће надокнадити интервенцијом човјека.
Својим елементима клима значајно утиче на хидролошке прилике Републике Српске. Њихов значај се посебно огледа у хидроенергетском, аграрном и туристичком погледу. Ријечни потенцијали нуде велике могућности у производњи хидроенергије, наводњавању обрадивих површина, те у развоју туризма и могућностима пловидбе, што до сада није довољно искоришћено. Окосницу хидропотенцијала чине ријеке Дрина, Требишњица и Врбас са већ постојећим хидроцентралама. Поред четири хидроцентрале, енергетски инфраструктурни систем Републике Српске чине још двије термоцентрале и шест малих индустријских термоелектрана са укупном инсталисаном снагом од око 1.340 MW, што је недовољно за потребе привреде и становништва.
Посебно вриједан хидролошки потенцијал представљају термалне и термално-минералне воде. Бројна истраживања су показала знатна богатства, а највеће је у сјеверном дијелу Републике Српске, и то у зони савског рова. Ови извори се обично налазе на дубинама од 1000 до 3.000 m са температуром између 80° и 150 °C. На бази тих вода већ ради неколико бањско-рекреационих центара, као што је: Бања Врућица, Мљечаница, Лакташи, Слатина, Српске Топлице, Губер и Вилина Влас. Валоризација у пуној мјери овог вида хидролошког потенцијала би требало да услиједи тек у догледно вријеме.
Рудне и минералне сировине су условљене геолошком грађом. С обзиром на врсту и просторни размјештај познатих лежишта минералних сировина, могуће их је груписати на енергетске сировине (мрки угаљ и лигнит): Угљевик, Гацко, Станари, Миљевина; метално-минералне сировине (руда гвожђа, боксита, олова и цинка): Љубија, Омарска, Милићи, околина Мркоњић-Града, Љубиње и Сребреница; неметалне минералне сировине (азбест, магнезит, гипс, мермер, каолин, ватростална и керамичка глина, кварцни пијесак и кречњачки камен): лежишта и локалитети експлоатације су просторно веома раширена.